# Einband mit gebrochenem Rücken
Der Einband mit gebrochenem Rücken ist eine bibliophile Einbandart für Bücher, welche durch Vereinfachung aus dem Bradelband entstanden ist.

## Entwicklung
Ursprünglich war der Einband mit gebrochenem Rücken als einfache Einbandvariante mit einem einfachen, dünnen Pappdeckel gemacht worden (Pappband). Das Falzgelenk wurde mit dem Falzbein um den Rücken herum gebrochen. Von da stammt auch der Name.
Später wurden die Pappdeckel dicker, so dass eine dünnere Rückeneinlage nötig wurde. Beim gebrochenen Rücken wird die Rückeneinlage immer noch um den Rücken des Buchblocks herum gebrochen oder teilweise auch gerillt. Die Rückeneinlage wird auf ein Packpapier kaschiert und anschließend mit den überstehenden Papierfalzen bündig an die Deckel gezogen (ähnlich wie beim einfach angesetzten Schreibbuch). Bei Henningsen, Brade und Moessner wird der Rückenschrenz so breit zugeschnitten, dass die Deckel direkt auf die überstehende Rückeneinlage geklebt wird. Nach dem Verschleifen der Ansetzfalze wird die Buchdecke meist mit Papier (Buntpapier) überzogen. Je nach verwendeter Vorsatzart kann der Einband mit gebrochenem Rücken als Deckenband oder wie ein Franzband am Buchblock hergestellt werden.